# 核内低分子RNA
核内低分子RNA (かくないていぶんしRNA、英: Small nuclear ribonucleic acid、略称: snRNA) は、真核細胞の細胞核の核スペックル（スプライシングスペックル）やカハール体などに見つかる低分子RNAのクラスである。snRNAの平均的な長さは約150ヌクレオチドであり、RNAポリメラーゼIIまたはRNAポリメラーゼIIIによって転写される。主要な機能は、核内のmRNA前駆体 (hnRNA) のプロセシングである。また、転写因子の調節 (7SK RNA)、RNAポリメラーゼIIの調節 (B2 RNA)、テロメアの維持を助けることが示されている。
snRNAは常に特定のタンパク質のセットと結合しており、その複合体は核内低分子リボヌクレオタンパク質 (snRNP) と呼ばれる。snRNPはそれぞれ、snRNA要素といくつかのsnRNP特異的タンパク質（Smタンパク質など）から構成される。これら複合体のsnRNA要素で最も一般的なものは、U1 snRNA、U2 snRNA、U4 snRNA、U5 snRNA、U6 snRNAとして知られている。これらの名称は、その高いウリジン含量に由来する。
snRNAは1966年にゲル電気泳動によって偶然に発見された。ゲル中に見つかった予期しないタイプのRNAは調査され、後の分析によって、これらのRNAはウリジル酸が多く、核内に定着していることが示された。

## 分類
snRNAは、共通する配列の特徴や結合しているタンパク質因子などに基づいて、よく2つのクラスに分類される。
1つ目のクラスはSmクラスsnRNAとして知られており、U1、U2、U4、U4atac、U5、U7、U11、U12からなる。SmクラスのsnRNAはRNAポリメラーゼIIによって転写される。snRNA前駆体は、核内で通常の7-メチルグアノシンの5'キャップが付加される。その後、プロセシングのために核膜孔を通って細胞質へ輸送される。細胞質では、snRNAの5'キャップがさらなるメチル化を受けてトリメチルグアノシンとなるとともに、3'末端が切り落とされて末端にステムループ構造が形成される。3'末端のステム構造はSMNタンパク質によって認識されるために必要であり、安定なリボヌクレオタンパク質 (RNP) となる。修飾された5'キャップは、snRNPが核内へ送り返されるために必要である。これらのウリジンに富むsnRNAは、U7を除いて、スプライソソームの核を形成する。スプライシング (イントロンの除去) は、主要な転写後修飾であり、真核生物の核内でのみ起こる。U7 snRNAは、ヒストンのpre-mRNAプロセシングで機能することが判明している。
2番目のクラスはLSmクラスsnRNAとして知られており、U6とU6atacからなる。LSmクラスのsnRNAはRNAポリメラーゼIIIによって転写され、SmクラスのsnRNAとは対照的に、核を離れることはない。LSmクラスのsnRNAは、5'末端にγ-モノメチルリン酸からなるキャップを含んでおり、ウリジンが並んだ配列で終わる3'末端のステムループ構造がLSmタンパク質のヘテロ七量体リングの結合部位となる。

## スプライソソーム

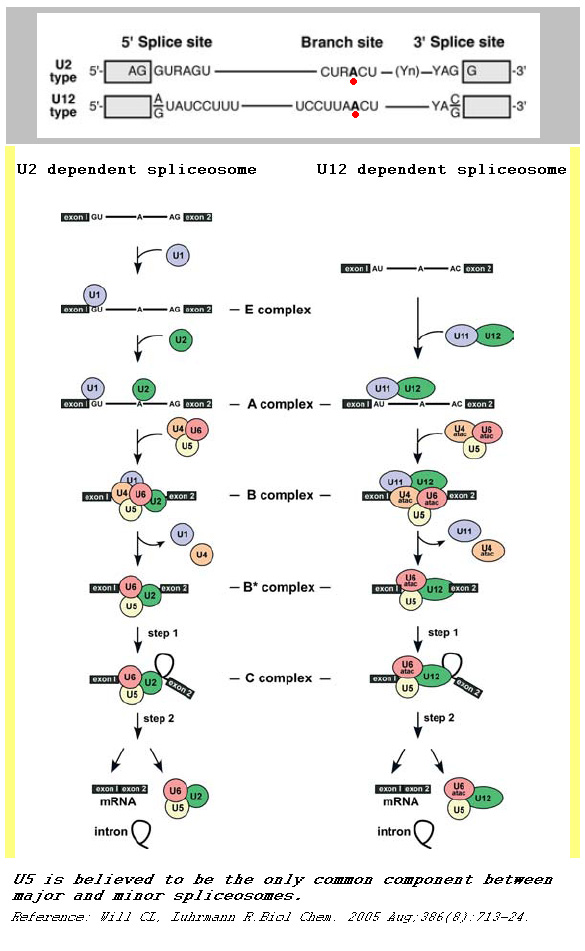
メジャースプライソソームとマイナースプライソソームのスプライシング機構の比較。

スプライソソームは、真核生物のpre-mRNAの成熟に不可欠な段階であるスプライシングを触媒する。スプライシングの誤りは、たとえ1ヌクレオチドであっても細胞にとって壊滅的な影響を与えるため、RNAのプロセシングが高い信頼性で繰り返し行われることが細胞の生存には必要である。スプライソソームは、5つのsnRNA (U1、U2、U4、U5、U6) と150以上のタンパク質から構成される巨大なタンパク質-RNA複合体である。snRNAは、その結合タンパク質とともにsnRNPを形成し、pre-mRNA基質の特定の配列に結合する。スプライソソームによるスプライシングの複雑な過程は2段階のエステル交換反応によって行われ、遊離したラリアット (投げ縄) 構造のイントロンを作り出されるとともに、2つのエクソンがライゲーションされて成熟mRNAが形成される。スプライソソームには2つのクラスが存在する。主要なクラスであるメジャースプライソソーム (major spliceosome) は、真核細胞でははるかに豊富に存在し、主にU2型イントロンのスプライシングを行う。スプライシングの最初の段階は、U1 snRNPとその結合タンパク質のhnRNAの5’スプライス部位への結合である。これによって commitment complex が作り出され、hnRNAがスプライシング経路へ拘束される。そして、U2 snRNPがスプライソソーム結合部位へ呼び寄せられてA複合体 (complex A) が形成され、その後U4/U6.U5 tri-snRNP複合体がA複合体に結合し、B複合体 (complex B) として知られる構造を形成する。複合体の再構成の後、C複合体 (complex C) が形成されてスプライソソームは触媒活性を有するようになる。触媒活性を有するスプライソソームのU2とU6 snRNAはフォールディングし、catalytic triplex と呼ばれる保存された構造を形成する。この構造には2つのマグネシウムイオンが配位し、スプライソソームの活性部位が形成される。これはリボザイムの一例である。
この主要なスプライソソーム複合体に加えて、非常にまれな (~1%) マイナースプライソソーム (minor spliceosome) が存在する。この複合体は、U11、U12、U4atac、U6atac、U5 snRNP から構成される。これらのsnRNPは、メジャースプライソソームで用いられるsnRNPの機能的アナログである。マイナースプライソソームはU12型イントロンのスプライシングを行う。2種類のイントロンは、主にスプライシングの部位が異なる。U2型のイントロンは5'と3'のスプライス部位にGT-AGという配列を持つが、U12型のイントロンはAT-ACという配列を持つ。マイナースプライソソームは、メジャースプライソソームとは異なる経路でその機能を果たす。

## U1 snRNA

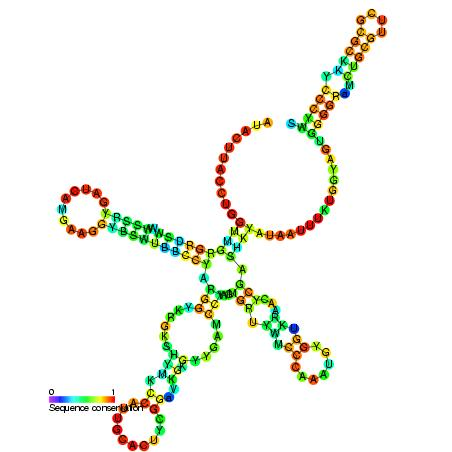
U1 snRNAの予測二次構造と配列保存性。

U1 snRNPは、pre-mRNAの5'スプライス部位に対合してスプライソソームの活性を開始する因子である。メジャースプライソソームにおいては、U1 snRNPはU2、U4、U5、U6 snRNPと等量存在することが実験的に示されている。しかし、ヒト細胞内のU1 snRNPの存在量は他のsnRNPよりもはるかに高い。HeLa細胞でのU1 snRNAの遺伝子のノックダウンによって、U1 snRNAが細胞の機能に大きな重要性を持つことが示されている。U1 snRNA遺伝子がノックアウトされたとき、スプライシングされていないpre-mRNAの蓄積が増加することがゲノムタイリングアレイによって示された。加えて、ノックアウトは主に転写開始点近傍のイントロンの異常な切断とポリアデニル化を引き起こすことが示された。他のウリジンに富むsnRNAがノックアウトされたときには、このような影響は見られない。そのため、U1 snRNAとpre-mRNAの塩基対形成がpre-mRNAを異常な切断とポリアデニル化から保護すると考えらえる。この特別な保護効果が、細胞内でU1 snRNAが過剰に存在することの説明となる可能性がある。

## snRNPとヒトの疾患
snRNPとsnoRNP (核小体低分子リボヌクレオタンパク質) の研究を通じて、多くの重要な疾患についてより良い理解が得られるようになった。
脊髄性筋萎縮症 – SMN1 (survival motor neuron-1) 遺伝子の変異は、脊髄の運動ニューロンの変性と重度の筋消耗を引き起こす。SMNタンパク質はSmクラスのsnRNPと、おそらくはsnoRNPや他のRNPも組み立てる。脊髄性筋萎縮症は6000人に1人が影響を受け、デュシェンヌ型筋ジストロフィーに次いで2番目に大きな神経筋疾患の原因である。
先天性角化異常症 – 組み立てられたsnRNP中の変異が、皮膚、爪、粘膜の異常な変化を示す、この稀な症候群の原因となることが判明している。この疾患の最終的な影響にはがんや骨髄不全が含まれる。この症候群は、ジスケリン、テロメラーゼRNA、テロメラーゼ逆転写酵素 (TERT) を含む、複数の遺伝子の変異によって引き起こされることが示されている。
プラダー・ウィリ症候群 – この症候群は1万2000人に1人が影響を受け、極度の空腹、認知機能と行動の問題、筋緊張低下と低身長を示す。父方の15番染色体上、母方の染色体が発現しない領域の欠失と関連している。この領域には、セロトニン2C受容体のmRNAを標的とする脳特異的snRNAが含まれている。

## 転写後修飾
真核生物では、snRNAは多くの2'-O-メチル化修飾とシュードウリジン化を含むことが観察されている。これらの修飾はsnoRNAの活性と関連している。snoRNAは典型的にはrRNAの修飾を行うが、snRNAなど他のRNAを標的として修飾を行うことが観察されている。
オリゴアデニル化（短いポリ(A)テールの付加）がsnRNA（通常はポリ(A)テールを持たない）の運命を決定し、自身のRNA分解を誘導する。このsnRNAの量の調節機構は、選択的スプライシングの幅広い変化と共役している。